# Cryptomys ochraceocinereus
Espèce
Statut de conservation UICN

 LC  : Préoccupation mineure
Cryptomys ochraceocinereus est une espèce de mammifère rongeur de la famille des Bathyergidae. Ce rat-taupe vit dans des souterrains, en République centrafricaine, en République démocratique du Congo, au Soudan et en Ouganda.
L'espèce a été décrite pour la première fois en 1864 par le zoologiste allemand Theodor von Heuglin (1824-1876).

## Liste des sous-espèces
Selon Mammal Species of the World (version 3, 2005)  (28 déc. 2012) :
- sous-espèce Cryptomys ochraceocinereus ochraceocinereus - Petit Rat-taupe social[2]
- sous-espèce Cryptomys ochraceocinereus oweni